# فرنهولتس
فرنهولتس (به آلمانی: Vornholz) یک منطقهٔ مسکونی در اتریش است که در هارتبرگ فورستنفلد واقع شده‌است. فرنهولتس ۱۸٫۷۸ کیلومتر مربع مساحت دارد ۸۰۰ متر بالاتر از سطح دریا واقع شده‌است.